# Tanto Tempo
Albums de Bebel Gilberto
De Tarde, Vendo O Mar
(1991) Tanto Tempo Remixes
(2000)
Tanto Tempo est un album de Bebel Gilberto, sorti en 2000.

## L'album
Album brésilien le plus vendu à l'étranger, le critique John Lewis écrit de lui qu'il « n'en est pas moins une référence de la musique électro ». Il atteint la 2e place du Top World Music Albums (2000), la 24e du Top Independent Albums et la 42e du Heatseekers.
Il fait partie des 1001 albums qu'il faut avoir écoutés dans sa vie. 

### Titres
Tous les titres sont de Bebel Gilberto, sauf mentions. 
1. Samba da Benção (Vinícius de Moraes, Baden Powell) (4:47)
2. August Day Song (Chris Franck, Bebel Gilberto, Nina Miranda) (4:37)
3. Tanto Tempo (Bebel Gilberto, Suba) (3:01)
4. Sem Contenção (3:10)
5. Mais Feliz (Cazuza, Bebel Gilberto) (4:17)
6. Alguém (Roberto Dranoff, Bebel Gilberto, Suba) (4:04)
7. So Nice (Summer Samba) (Norman Gimbel, Marcos Valle, Paulo Sérgio Valle) (3:32)
8. Lonely (Roberto López Garza, Bebel Gilberto) (2:24)
9. Bananeira (João Donato, Gilberto Gil) (3:26)
10. Samba e Amor (Chico Buarque) (3:28)
11. Close your Eyes (Roberto Dranoff, Bebel Gilberto, Dinho Ouro Preto, Suba) (4:14)

### Musiciens
- Bocato : Cor d'harmonie, trombone
- Carlinhos Brown : percussions
- Jorge Ceruto : trompette
- De : basse, guitare acoustique
- Luis Do Monte : guitare acoustique
- João Donato : Fender Rhodes piano
- Celso Fonseca : guitare acoustique
- Chris Franck : guitare, pandeiro, percussions, tamtam
- Danny Frankel : percussions
- Roberto López Garza : claviers
- Bebel Gilberto : voix
- Jorge Helder : basse
- Henrique Band : saxophone baryton
- Kuaker : guitare
- Felipe Lamoglia : saxophone tenor
- Nina Miranda : voix
- João Parahyba : percussions
- Ricardo Pontes : saxophone alto
- Jessé Sadoc : trompette
- Vittor Santos : trombone
- Robertinho Silva ! batterie, percussions
- Suba : basse, guitare acoustique, piano
- Marcos Suzano : pandeiro
- Amon Tobin : voix
- Stuart Wylen : celeste, flute, orgue, piano